# Blairsville (Georgie)
Blairsville je město v Union County, v Georgii, ve Spojených státech amerických. V roce 2011 žilo ve městě 652 obyvatel.

## Demografie
Podle sčítání lidí v roce 2000 žilo ve městě 659 obyvatel, 226 domácností a 101 rodin. V roce 2011 žilo ve městě 383 mužů (58,7%), a 269 žen (41,3%). Průměrný věk obyvatele je 37 let.